# 安徽省砀山中学
安徽省砀山中学清末是教会附属学堂，1912年改为较为正式的教会学校，日占时期与教会脱离，1960年成为首批省属重点中学，是一所历史悠久的学校。
现在学校占地面积144000平方米，建筑面积40000余平方米。现有教学班92个，学生5000余人。教职工300余人，其中特级教师4人，高级教师102人。
学校剥离初中部后，教学成绩略有影响，特别是北大、清华生的数量减少，直至砀山县被列为贫困县。